# Meguerditch Portoukalian
Meguerditch Portoukalian (arménien : Մկրտիչ Փորթուգալեան), né le 21 octobre 1848 à Constantinople et mort le 26 septembre 1921 à Marseille, est un enseignant, journaliste et homme politique arménien connu pour avoir fondé le parti Arménagan à Van en 1885.

## Biographie

### Enseignant et activiste dans l'Empire ottoman
Fils d'un banquier de Constantinople, Meguerditch Portoukalian naît dans cette ville, dans le quartier de Kumkapı, le 21 octobre 1848. Il fait ses études primaires dans des écoles arméniennes de la capitale ottomane puis continue en autodidacte. Dans sa jeunesse, il est rapidement exposé à la politique, assistant notamment à des sessions de l'Assemblée nationale arménienne qui siège dans le même bâtiment que son école. En 1862, il entre au Gymnasium Sahakian.
Il devient ensuite un précepteur privé et travaille pour une maison d'édition française. Il fonde sa propre maison d'édition, pour laquelle il traduit La Dame de Monsoreau d'Alexandre Dumas en arménien.
En 1867, on lui propose d'enseigner auprès des Arméniens des provinces orientales de l'Empire ottoman et il s'installe à Tokat. Il y dirige un collège, qui est fermé après son arrestation en janvier 1873 après qu'il a critiqué le gouvernement (selon Louise Nalbandian, son arrestation est le fait de bourgeois arméniens locaux). Il retourne ensuite à Constantinople où il publie le journal antigouvernemental Asia, qui est cependant mal reçu par l'intelligentsia arménienne stambouliote. Il écrit aussi à la même époque pour des périodiques comme Manzume et Méghou Hayastani.
Meguerditch Portoukalian s'établit ensuite en province, où il devient membre fondateur de la Société araratienne en 1876 et fait appel aux intellectuels arméniens pour diffuser les idées des Lumières. La Société araratienne le met à la tête de son programme éducatif dans la ville de Van ; en route vers cette dernière, il traverse les six vilayets et rencontre de nombreux Arméniens provinciaux.
En 1877-1878, au moment de la guerre russo-turque, Meguerditch Portoukalian fuit dans l'Empire russe et traverse les villes d'Arménie et de Transcaucasie, époque pendant laquelle il écrit sous le pseudonyme de Hrant et appelle à la lutte armée contre le despotisme turc. Ainsi, il participe à la création de la Société de la Croix noire de Van, sur le modèle du carbonarisme italien, qui préconise la lutte. Représentant de la Société araratienne, il se rend à Tiflis et rencontre en 1878 le leader arménien Ardzrouni, qui l'assure de son soutien. Il rentre alors à Constantinople mais y reste moins d'un an.
À l'automne 1878, il retourne à Van, où il ouvre une école normale (Varjapetanots). Cependant, parmi les Arméniens de Van, une faction réactionnaire et pro-gouvernementale menée par les Boghossian, s'oppose au projet pédagogique libéral porté par l'école, lui-même soutenu par une autre faction menée par les Aboghossian. Ce conflit intracommunautaire attire l'attention des autorités qui font fermer l'école, l'accusant de promouvoir des idéaux révolutionnaires.
Meguerditch Portoukalian retourne à Constantinople en 1881, puis de nouveau à Van peu de temps après. Il y fonde un nouvel établissement scolaire, le Gymnasium central (Getronagan varjaran), mais finit par être banni de Van par les autorités locales le 28 mai 1885, tandis que l'école est fermée le 3 juin.

### Exil à Marseille
En 1885, Meguerditch Portoukalian est contraint à l'exil, passe par Constantinople puis s'installe en France, à Marseille, où il fonde en 1885 le premier journal révolutionnaire arménien, Armenia,, qu'il publie jusqu'à sa mort en octobre 1921.

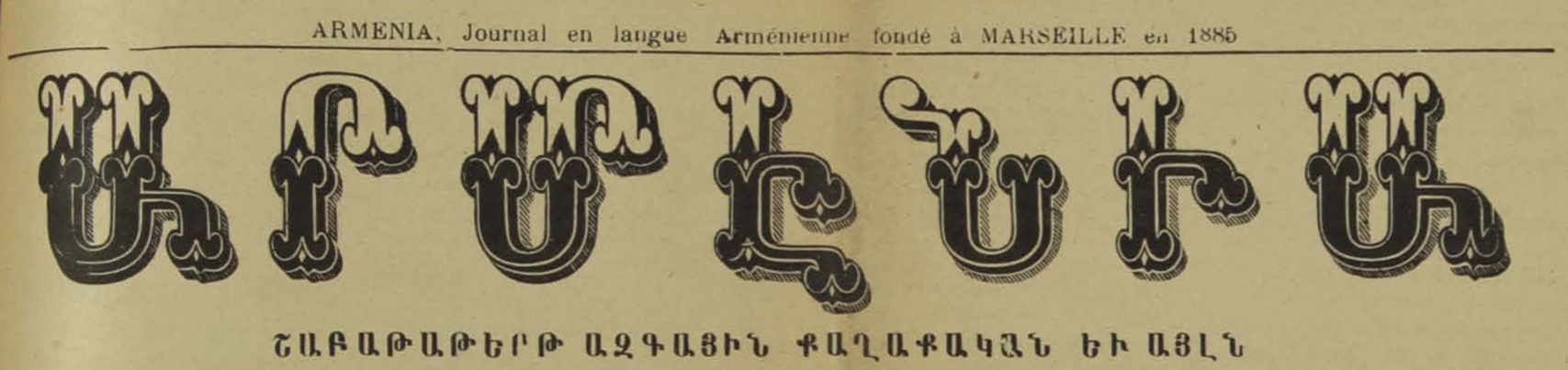
La manchette dArmenia.

## Idées
Meguerditch Portoukalian est influencé par le modèle bulgare d'accession à l'indépendance, qui repose sur la lutte armée de haïdouks et l'intervention des grandes puissances. Selon Claire Mouradian, « il est le premier à avoir une conception pan-nationale de l'émancipation des Arméniens » malgré l'influence très locale de son parti.